# IC 5278
IC 5278 је спирална галаксија у сазвјежђу Водолија која се налази на листи објеката дубоког неба у Индекс каталогу.
Деклинација објекта је - 8° 10' 43" а ректасцензија 23h 0m 15,9s. Привидна величина (магнитуда) објекта IC 5278 износи 15,2 а фотографска магнитуда 15,8. IC 5278 је још познат и под ознакама MCG -1-58-14, PGC 70232.